# Crush (chanson d'Amerie)
Pour les articles homonymes, voir Crush.
Singles de Amerie
Gotta Work That's What U R
Pistes de Because I Love It
Gotta Work Crazy Wonderful
Crush est le troisième single à l'international extrait de l'album Because I Love It de la chanteuse américaine Amerie.

## Clip vidéo
Il a déjà été tourné et réalisé par Scott Franklin.